# Jhonny Mena
Jhonny Mena Palacios (Apartadó, Antioquia, Colombia; 27 de septiembre de 1994) es un futbolista colombiano. Juega como defensa central y su equipo actual es Unión Comercio de la Liga 2 de Perú. Sus cuatro hermanos: Yorleys Mena, Yeison Mena, Yair Mena y  Jefferson Mena también son futbolistas.

## Trayectoria
Debutó profesionalmente con Independiente Medellín. Jugó 3 años en Atlético Fútbol Club.
A inicios del 2019 llegó de Deportivo Coopsol para jugar la Segunda División de Perú.
Luego de haber hecho una gran campaña con Chavelines, quedando cerca del ascenso; firma por Carlos Stein para jugar todo el 2022. Su primer gol en el 2022 se da en la fecha 3, frente a Universitario de Deportes, donde Mena controlaría bien a Alex Valera en la victoria 2 a 1 a favor de Stein.
En el 2023 es campeón de la Liga 2 con el Comerciantes Unidos al quedar primero en la tabla acumulada, por lo cual conseguiría el ascenso a la Liga 1.
En el 2024 ficha por FC San Marcos, sin lograr ingresar a los Play off finales por reducción de puntos. Jugó 15 partidos y anotó un gol.

## Clubes
| Club                   | País     | Año         | Partidos | Goles | Asistencias |
| ---------------------- | -------- | ----------- | -------- | ----- | ----------- |
| Independiente Medellín | Colombia | 2014        | 1        | -     | -           |
| Atlético F. C.         | Colombia | 2015 - 2018 | 70       | 5     | -           |
| Deportivo Coopsol      | Perú     | 2019        | 13       | 2     | 1           |
| Unión Huaral           | Perú     | 2020        | 9        | 2     | 1           |
| Sport Chavelines       | Perú     | 2021        | 21       | 4     | 2           |
| Carlos Stein           | Perú     | 2022        | 15       | 3     | -           |
| Comerciantes Unidos    | Perú     | 2022 - 2023 | 2        |       |             |
| San Marcos             | Perú     | 2024        |          |       |             |
| Unión Comercio         | Perú     | 2025 -      |          |       |             |

## Palmarés

### Torneos nacionales
| Título | Club                | País | Año  |
| ------ | ------------------- | ---- | ---- |
| Liga 2 | Comerciantes Unidos | Perú | 2023 |

### Distinciones individuales
| Distinción                                                                      | Año  |
| ------------------------------------------------------------------------------- | ---- |
| Equipo ideal de la Copa Bicentenario según el portal periodístico Dechalaca.com | 2019 |
| Equipo ideal de la Liga 2 según Dechalaca.com                                   | 2020 |
| Mejor once de la Liga 2 según la SAFAP                                          | 2020 |
| Mejor once de la Liga 2 según la SAFAP                                          | 2021 |